# Joël Martinus
Joël Timotheus Martinus, bijnaam Bordo, artiestennaam Mony Hond, (11 februari 1982) op zijn paspoort in 2023 als voortvluchtige in Brazilië van naam gewijzigd in Jay-Z Jael (Jay-Z) Martinus, is een Surinaams voetbalclubeigenaar, entertainer, veroordeeld drugsdealer en bestuurder. Hij is eigenaar van de voetbalclub SV Notch in Moengo en treedt live en via social media op als entertainer en rapper. In Frankrijk werd hij bij verstek tot acht jaar gevangenisstraf veroordeeld als spil van cocaïnesmokkel naar Frans-Guyana. Voor de politieke partij ABOP was hij jongerenvoorzitter en was hij van 2019 tot 2020 ondervoorzitter.

## Biografie

### Jongerenvoorzitter ABOP
Martinus was voorzitter van de jongerenafdeling van de Algemene Bevrijdings- en Ontwikkelingspartij (ABOP). In 2010 organiseerde hij een protest tegen deelname van de ABOP in de regering. Partijleider Ronnie Brunswijk formeerde toen niettemin de regering met zijn voormalig aartsrivaal Desi Bouterse. Rond 2012 werd Martinus de algemeen adviseur van de jongerenvleugel van de partij.

### Voetbal
Hij is eigenaar van de voetbalclub SV Notch in zijn geboortedorp Moengo. Zijn club speelt bovenaan in de hoogste divisie van het Surinaamse voetbal. Daarnaast is hij eigenaar van de zaalvoetbalclub Kabelboys-Bordo.
SV Notch werd gesponsord door Piet Wortel, tot die in 2012 in Barcelona werd gearresteerd vanwege cocaïnehandel. SV Notch verkeerde hierna in financieel moeilijke tijden en had moeite met het betalen van onder meer de trainingen.
In juni 2018 legde de Surinaamse Voetbal Bond (SVB) Martinus een stadionverbod op van vijf jaar en een boete van 5.000 Surinaamse dollar. Hem werd ten laste gelegd dat hij verbaal en fysiek geweld had gebruikt tegen de scheidsrechter, na de wedstrijd tegen Leo Victor. Tijdens het voorval had de wedstrijdleiding hem daar door de politie laten verwijderen. In 2015 kreeg hij ook al eens een schorsing van twee weken van het tuchtcollege van de SVB vanwege zijn taalgebruik tegen een scheidsrechter.
Per 1 oktober 2020 werd hij als beleidsadviseur bij het ministerie van Regionale Ontwikkeling en Sport (ROS)- en op 8 januari 2021 als directeur van de Anthony Nesty Sporthal benoemd.

### Entertainer
Daarnaast is hij entertainer en rapper, met nummers als F..k around en President tek a telefoon. Hij is onder meer bekend om korte video's die hij op social media plaatst en om zijn liveshows. Op sociale media presenteert hij zich met glimmende juwelen, rijdt hij in dure auto's en zwaait hij met geldbiljetten. Op een video is hij te zien met een Beretta-gelijkend pistool.
In 2017 gaf hij zijn eerste optreden, in de Anthony Nesty Sporthal, waarin hij gekleed was met gouden handschoenen en sokken. Rond deze tijd schafte hij zich ook een gouden microfoon aan. Dat jaar was hij ook voor optredens in Nederland, België en Frans-Guyana. In januari 2019 raakte hij in  opspraak toen er aangifte tegen hem werd gedaan vanwege een video op Facebook waarin hij op iemand zou hebben geschoten.

### Politiek
Martinus treedt geregeld naar voren als gulle gever, onder meer door in aanloop naar de verkiezingen van 2015 uit naam van de ABOP vijftig woningen aan jongeren weg te geven. De financiering kwam uit donaties aan de partij, zo liet hij toen weten. In 2017 gaf hij 10.000 Surinaamse dollar aan de Cicilia School en in 2019 aan een zwangere vrouw die lichaamsbeweging stimuleerde onder zwangere vrouwen. Een actie waarop met gemengde reacties werd gereageerd, was toen hij in 2018 bankbiljetten met een bladblazer de lucht in blies die omstanders probeerden te vangen.
In 2018 was hij inmiddels de eerste vervanger van Ronnie Brunswijk als voorzitter van de ABOP.
Tijdens een ledenvergadering van de ABOP in mei 2019, waarin Brunswijk voor de derde periode werd bevestigd als voorzitter, werd Martinus benoemd tot een van de vijf ondervoorzitters van de ABOP. Nadat de ABOP in 2020 in de regering kwam en hij zich openlijk fel verzette tegen benoemingen van de regering, legde het hoofdbestuur hem een tuchtstraf op en werd hij uit de functie van ondervoorzitter gezet.

### Justitie
Martinus werd op 1 maart 2019 bij verstek veroordeeld tot een gevangenisstraf van acht jaar. Dit gebeurde door een rechter in de Franse stad Le Mans in hoger beroep. Hij wordt door de rechter gezien als de spil achter de cocaïnesmokkel van meerdere bolletjesslikkers die van Suriname naar Frans Guyana reisden. De smokkelaars zelf kregen lagere gevangenisstraffen.
In 2021 werd een justitieel onderzoek naar hem gestart nadat hij via social media meermaals met een met goud belegd wapen had gezwaaid.
Nadat hij beledigingen en onware beschuldigingen in videofilmpjes had verspreid over parlementslid Asis Gajadien van de VHP, veroordeelde de rechter hem in augustus 2022 tot een schadevergoeding van 100.000 SRD en het publiceren van zijn verontschuldigingen aan Gajadien in het Nederlands en Sranan op Facebook. De rechter legde hem een dwangsom van 500.000 SRD op indien hij dat weigert. De eerste reactie van Martinus was dat hij het gerechtelijke vonnis niet zou gaan gehoorzamen.
In november 2022 vaardigde het Cold Case Unit van de Surinaamse politie een opsporingsbevel naar hem uit. Hij wordt verdacht van drugssmokkel en deelname aan een criminele organisatie. Op 8 december 2022 werd hij op de opsporingslijst van Interpol geplaatst en eind mei 2024 werd door het Openbaar Ministerie bevestigd dat de Braziliaanse politie hem in São Paolo heeft gearresteerd. Frankrijk diende binnen twee dagen een uitleveringsverzoek in, vanwege zijn veroordeling aldaar in 2019 tot 8 jaar gevangenisstraf. Suriname deed ook een uitleveringsverzoek. Eind 2024 besliste de Braziliaanse Justitiële om het verzoek van Frankrijk te honoreren. Op 27 juni 2025 kwam hij met het vliegtuig in Frankrijk aan.